# Heteropelma perniciosum
Heteropelma perniciosum là một loài tò vò trong họ Ichneumonidae.